# Березовий (Курська область)
Березовий (рос. Березовый) — хутір в Медвенському районі Курської області Російської Федерації.
Населення становить 4 особи. Входить до складу муніципального утворення Амосівська сільрада.

## Історія
Населений пункт розташований на території українського етнічного та культурного краю Східна Слобожанщина.
Від 2004 року входить до складу муніципального утворення Амосівська сільрада.

## Населення
| 2002 | 2010 |
| ---- | ---- |
| 2    | ↗4   |